# Teatro Regio (Buenos Aires)
El Teatro Regio es un teatro ubicado en la Ciudad de Buenos Aires. Se encuentra ubicado en la Avenida Córdoba 6056, y fue inaugurado el 24 de mayo de 1929 por un empresario de la zona. Su diseño está inspirado en el estilo barroco español, y tiene un techo corredizo que en verano servía para paliar las altas temperaturas. 
A fines de los años 70 se llamó Teatro de las Provincias Argentinas. Fue cedido a la Ciudad de Buenos Aires por el empresario Miguel Majdalani.
El teatro, propiedad del Gobierno de la Ciudad, cuenta con una platea baja con 439 butacas, una platea alta para 150 personas y 18 palcos para cuatro personas.

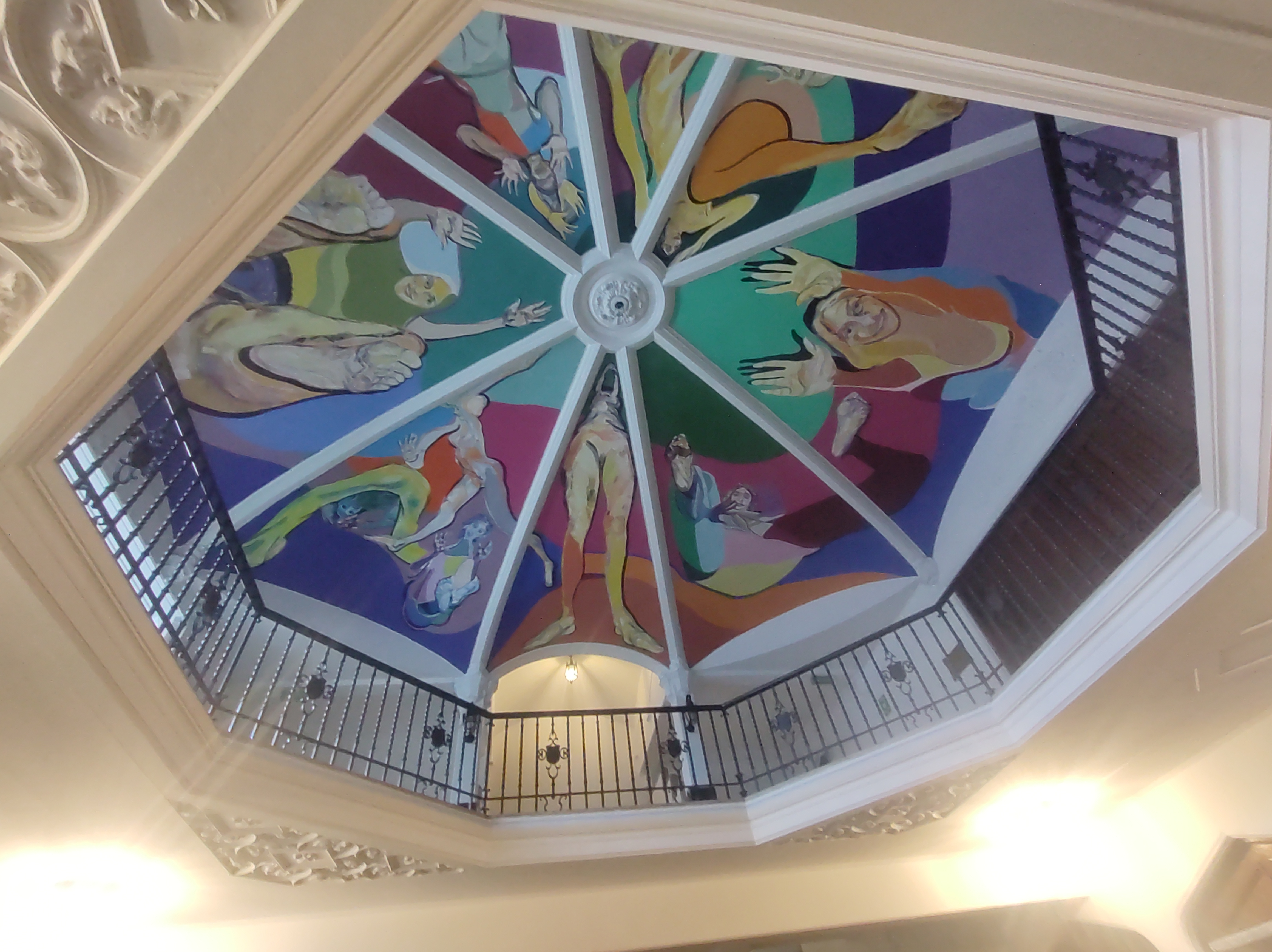
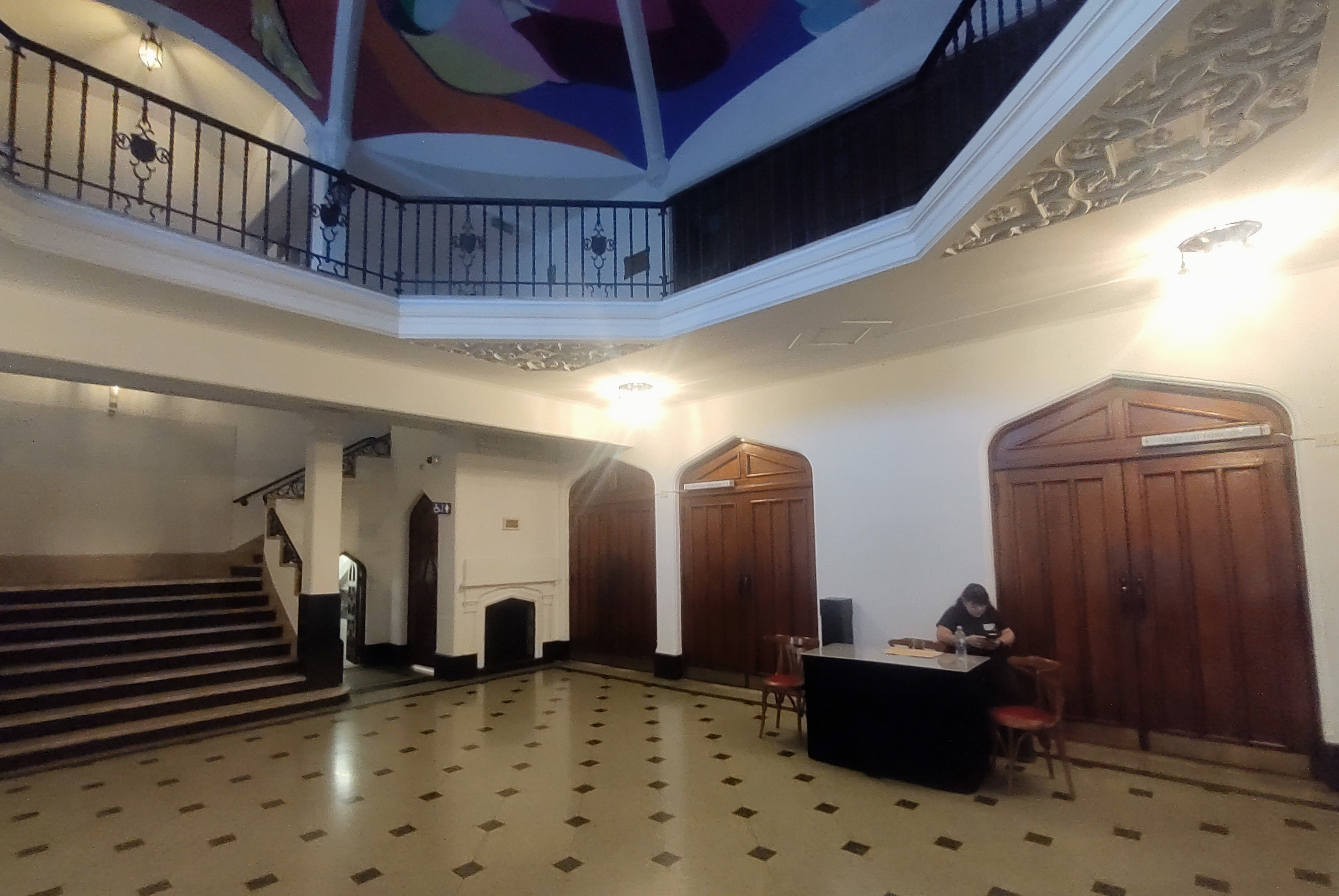